# Maxime Dominguez
Maxime Dominguez (Ginevra, 1º febbraio 1996) è un calciatore svizzero, centrocampista del Vasco da Gama.

## Carriera

### Club
Cresciuto nel settore giovanile del Servette, debutta in prima squadra il 17 febbraio 2014, in occasione dell'incontro di Challenge League perso per 2-3 contro il Vaduz.
Il 22 febbraio 2015 viene ceduto in prestito allo Zurigo, che lo aggrega alla propria formazione Under-21. Al termine della stagione, viene acquistato a titolo definitivo e anche promosso in prima squadra. Il 19 aprile 2016 ha esordito nella Super League, disputando l'incontro pareggiato per 1-1 contro lo Grasshoppers.
Nell'estate del 2016 si trasferisce al Losanna, sempre in massima serie. Il 9 settembre 2020, dopo aver totalizzato 67 presenze e 11 reti con la maglia dei biancoblù, firma un contratto annuale con lo Neuchâtel Xamax, in seconda divisione.
Il 10 luglio 2021 viene acquistato dai polacchi del Miedź Legnica, con cui firma un contratto biennale.

### Nazionale
Ha rappresentato le nazionali giovanili svizzere.

## Statistiche

### Presenze e reti nei club
Statistiche aggiornate al 28 gennaio 2023.
| Stagione             | Squadra              | Campionato           | Campionato | Campionato | Coppe nazionali | Coppe nazionali | Coppe nazionali | Coppe continentali | Coppe continentali | Coppe continentali | Altre coppe | Altre coppe | Altre coppe | Totale | Totale |
| Stagione             | Squadra              | Comp                 | Pres       | Reti       | Comp            | Pres            | Reti            | Comp               | Pres               | Reti               | Comp        | Pres        | Reti        | Pres   | Reti   |
| -------------------- | -------------------- | -------------------- | ---------- | ---------- | --------------- | --------------- | --------------- | ------------------ | ------------------ | ------------------ | ----------- | ----------- | ----------- | ------ | ------ |
| 2013-2014            | Servette             | ChL                  | 13         | 1          | CS              | 0               | 0               |                    | -                  | -                  |             | -           | -           | 13     | 1      |
| 2014-feb. 2015       | Servette             | ChL                  | 11         | 0          | CS              | 1               | 2               |                    | -                  | -                  |             | -           | -           | 12     | 2      |
| Totale Servette      | Totale Servette      | Totale Servette      | 24         | 1          |                 | 1               | 2               |                    | -                  | -                  |             | -           | -           | 25     | 3      |
| 2015-2016            | Zurigo               | ASL                  | 2          | 0          | CS              | 1               | 0               |                    | -                  | -                  |             | -           | -           | 3      | 0      |
| 2016-2017            | Losanna              | ASL                  | 4          | 0          | CS              | 2               | 0               |                    | -                  | -                  |             | -           | -           | 6      | 0      |
| 2017-2018            | Losanna              | ASL                  | 3          | 1          | CS              | 0               | 0               |                    | -                  | -                  |             | -           | -           | 3      | 1      |
| 2018-2019            | Losanna              | ChL                  | 29         | 7          | CS              | 1               | 1               |                    | -                  | -                  |             | -           | -           | 30     | 8      |
| 2019-2020            | Losanna              | ChL                  | 27         | 2          | CS              | 1               | 0               |                    | -                  | -                  |             | -           | -           | 28     | 2      |
| Totale Losanna       | Totale Losanna       | Totale Losanna       | 63         | 10         |                 | 4               | 1               |                    | -                  | -                  |             | -           | -           | 67     | 11     |
| 2020-2021            | Neuchâtel Xamax      | ChL                  | 31         | 4          | CS              | 1               | 0               |                    | -                  | -                  |             | -           | -           | 34     | 2      |
| 2021-2022            | Miedź Legnica        | 1L                   | 31         | 6          | CP              | 2               | 0               |                    | -                  | -                  |             | -           | -           | 33     | 6      |
| 2022-2023            | Miedź Legnica        | EK                   | 16         | 0          | CP              | 0               | 0               |                    | -                  | -                  |             | -           | -           | 16     | 0      |
| Totale Miedź Legnica | Totale Miedź Legnica | Totale Miedź Legnica | 47         | 6          |                 | 2               | 0               |                    | -                  | -                  |             | -           | -           | 49     | 6      |
| Totale carriera      | Totale carriera      | Totale carriera      | 167        | 21         |                 | 9               | 3               |                    | -                  | -                  |             | -           | -           | 176    | 24     |

## Palmarès

### Club

#### Competizioni nazionali
- Coppa Svizzera: 1

Zurigo: 2015-2016
- Challenge League: 1

Losanna: 2019-2020
- I liga: 1

Miedź Legnica: 2021-2022